# Gabrielle Thomas
Pour les articles homonymes, voir Thomas.
Gabrielle « Gabby » Thomas, née le 7 décembre 1996 à Atlanta, est une athlète américaine spécialiste des épreuves de sprint. Quatrième femme la plus rapide de l'histoire sur 200 m, elle est médaillée de bronze sur cette distance aux Jeux olympiques de Tokyo en 2021 et vice-championne du monde à Budapest en 2023, avant d'être sacrée championne olympique en 2024.
Avec le relais 4 x 100 m, elle est également championne du monde en 2023 et vice-championne olympique en 2021.

## Biographie

### Enfance et études
Gabrielle Thomas naît le 7 décembre 1996 à Atlanta. Elle a deux frères dont un jumeau, Andrew. Ses parents divorcent alors qu'elle est âgée de 4 ans. Elle déménage à l'âge de 11 ans dans le nord du pays, sa mère enseignant à l'université du Massachusetts. Elle réside à proximité de celle-ci, d’abord à Belchertown puis à Florence.
Elle étudie à la Williston Northampton School avant de s'inscrire à l'université de Harvard en neurobiologie et en santé globale. En octobre 2018, elle devient athlète professionnelle et est rémunérée par New Balance. Elle entame ensuite un cursus en épidémiologie à l'université du Texas à Austin.

### Carrière

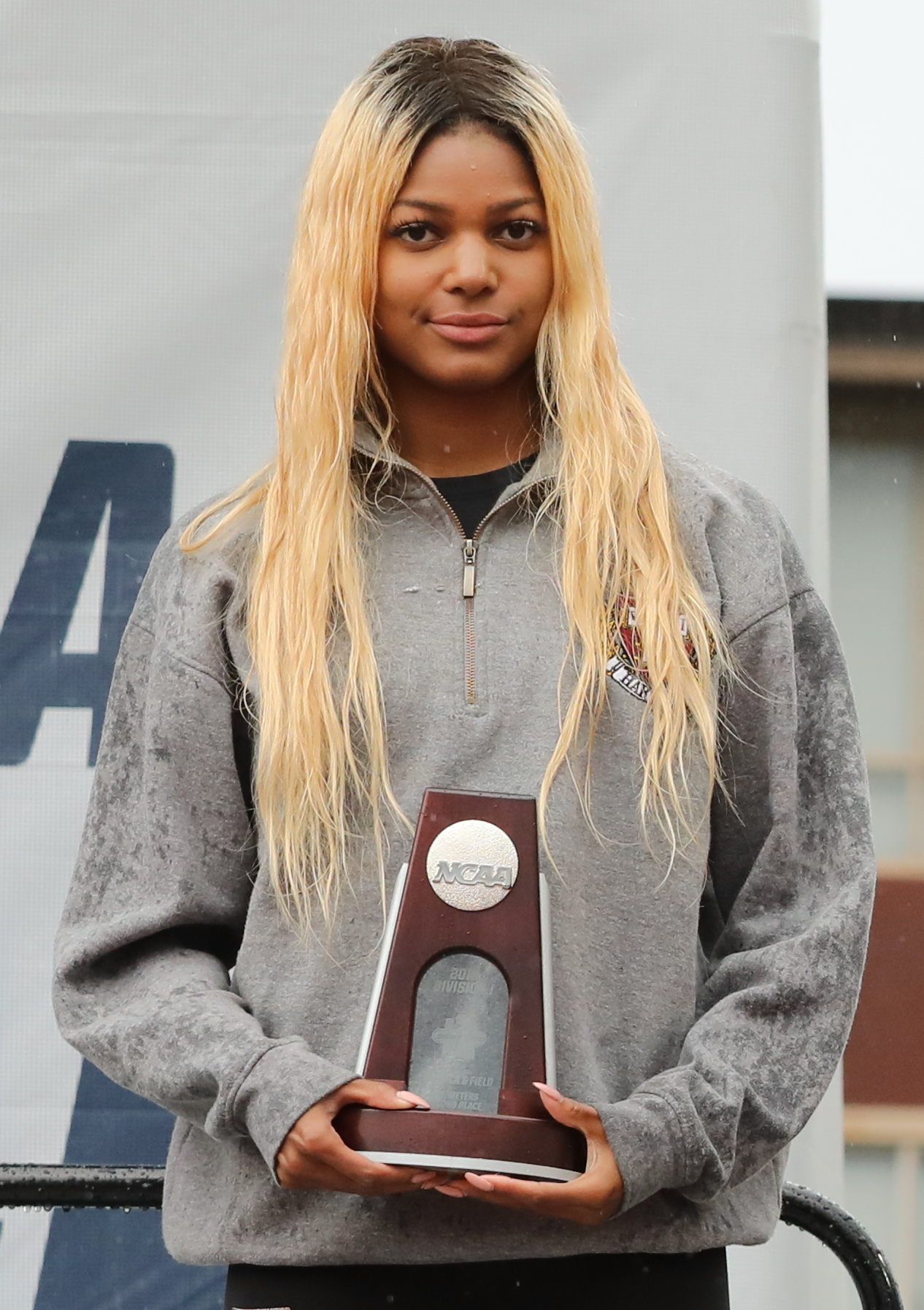
Gabrielle Thomas en 2018.

#### Double médaillée olympique à Tokyo (2021)
En juin 2021, elle remporte le 200 mètres lors des Sélections olympiques américaines à Eugene dans le temps de 21 s 61, troisième meilleure performance de tous les temps derrière les 21 s 34 et les 21 s 56 de sa compatriote Florence Griffith-Joyner,. Avec cette excellente performance (et celles de Sha’Carri Richardson sur 100 m), les sprinteuses américaines semblent en mesure de balayer la concurrence – jamaïcaine notamment – aux JO,.
Mais le 3 août aux Jeux olympiques de Tokyo, l'Américaine doit se contenter de la médaille de bronze du 200 m avec un chrono de 21 s 87. La victoire revient à la Jamaïcaine Elaine Thompson qui, avec 21 s 53, survole la course et lui ravit sa place de 2e meilleure performeuse de l’histoire du 200 m. La médaille d’argent revient à la Namibienne Christine Mboma,.
Le 7 août suivant, elle décroche la médaille d’argent du relais 4 × 100 mètres avec ses coéquipières américaines Teahna Daniels, Jenna Prandini et Javianne Oliver dans le temps de 41 s 45, tandis que l’or revient à la dream team jamaïcaine (41 s 02).

#### Championne du monde du relais 4 x 100 m et médaillée d'argent sur 200 m (2023)
Non sélectionnée pour les championnats du monde de Eugene en 2022, Thomas revient en forme en 2023. A l'occasion des championnats des Etats-Unis en juillet, elle abaisse son record personnel d'un centième sur 200 m pour l'établir à 21 s 60. En août, lors des Mondiaux de Budapest, elle obtient la médaille d'argent sur la même distance avec un chrono en 21 s 81, ne pouvant rien faire face à la Jamaïcaine Shericka Jackson qui la devance de quatre dixièmes et signe la deuxième meilleure performance de tous les temps. Elle participe ensuite à la finale du relais 4 x 100 m en compagnie de Sha'Carri Richardson, Tamari Davis et Twanisha Terry, lesquelles s'adjugent l'or en 41 s 03, nouveau record des Mondiaux.  

#### Jeux olympiques d'été (2024)
Elle devient championne olympique sur 200 m aux Jeux olympiques de Paris 2024, en 21 s 83, avant de remporter également les deux relais 4 × 100 m et 4 × 400 m. 

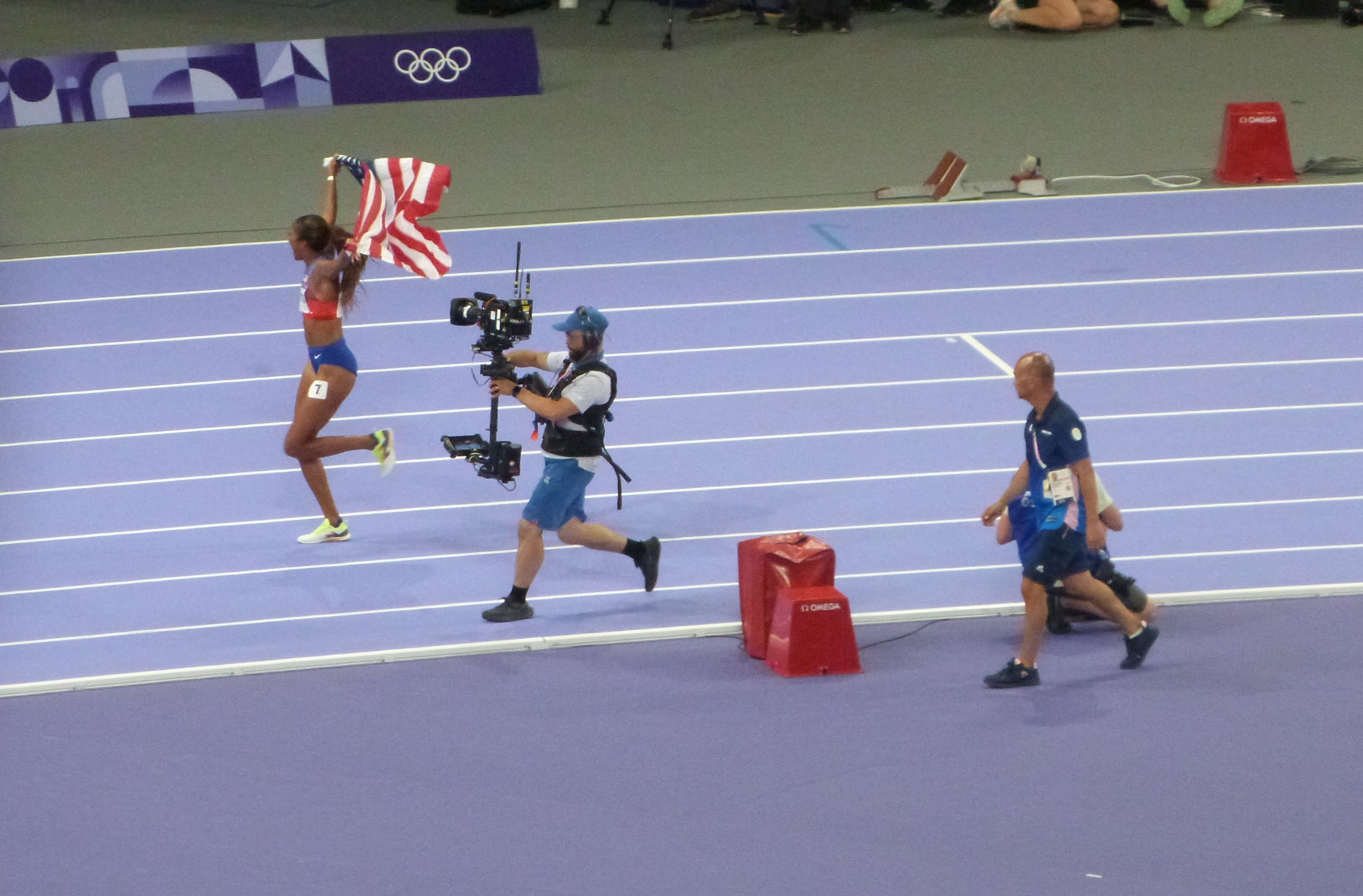
Gabrielle Thomas championne olympique en 2024

## Palmarès
| Date | Compétition          | Lieu     | Rang | Course    | Temps         |
| ---- | -------------------- | -------- | ---- | --------- | ------------- |
| 2021 | Jeux olympiques      | Tokyo    | 3e   | 200 m     | 21 s 87       |
| 2021 | Jeux olympiques      | Tokyo    | 2e   | 4 × 100 m | 41 s 45       |
| 2023 | Championnat du monde | Budapest | 2e   | 200 m     | 21 s 81       |
| 2023 | Championnat du monde | Budapest | 1re  | 4 × 100 m | 41 s 03       |
| 2024 | Relais mondiaux      | Nassau   | 1re  | 4 × 100 m | 41 s 85       |
| 2024 | Relais mondiaux      | Nassau   | 1re  | 4 × 400 m | 3 min 21 s 70 |
| 2024 | Jeux olympiques      | Paris    | 1re  | 200 m     | 21 s 83       |
| 2024 | Jeux olympiques      | Paris    | 1re  | 4 × 100 m | 41 s 78       |
| 2024 | Jeux olympiques      | Paris    | 1re  | 4 × 400 m | 3 min 15 s 27 |

### National
- Championnats des États-Unis d'athlétisme :
  - Plein air : vainqueur du 200 m en 2021, 2023, 2024

## Records
| Épreuve | Marque  | Lieu     | Date           |
| ------- | ------- | -------- | -------------- |
| 100 m   | 11 s 00 | Eugene   | 18 juin 2021   |
| 200 m   | 21 s 60 | Eugene   | 9 juillet 2023 |
| 400 m   | 49 s 68 | Pasadena | 29 avril 2023  |